# Combustibile nucleare
Un combustibile nucleare è un materiale fissile che viene posto nel nocciolo di un reattore nucleare al fine di produrre elettricità tramite il calore generato dalla fissione nucleare.
In realtà parlare di "combustibile" in tale contesto è inesatto in quanto la fissione nucleare non è una combustione (che è un processo chimico di ossidazione). In altre parole gli atomi non vengono ricombinati (trasformazione o reazione chimica), ma proprio spezzati e/o trasformati ovvero trasmutati. Tipicamente i combustibili nucleari sono materiali radioattivi già liberamente in natura.
Le varie fasi che riguardano il combustibile nucleare, dalla sua estrazione mineraria e fabbricazione fino allo smaltimento o riprocessamento del combustibile esausto, compongono il ciclo del combustibile nucleare.

## Utilizzo

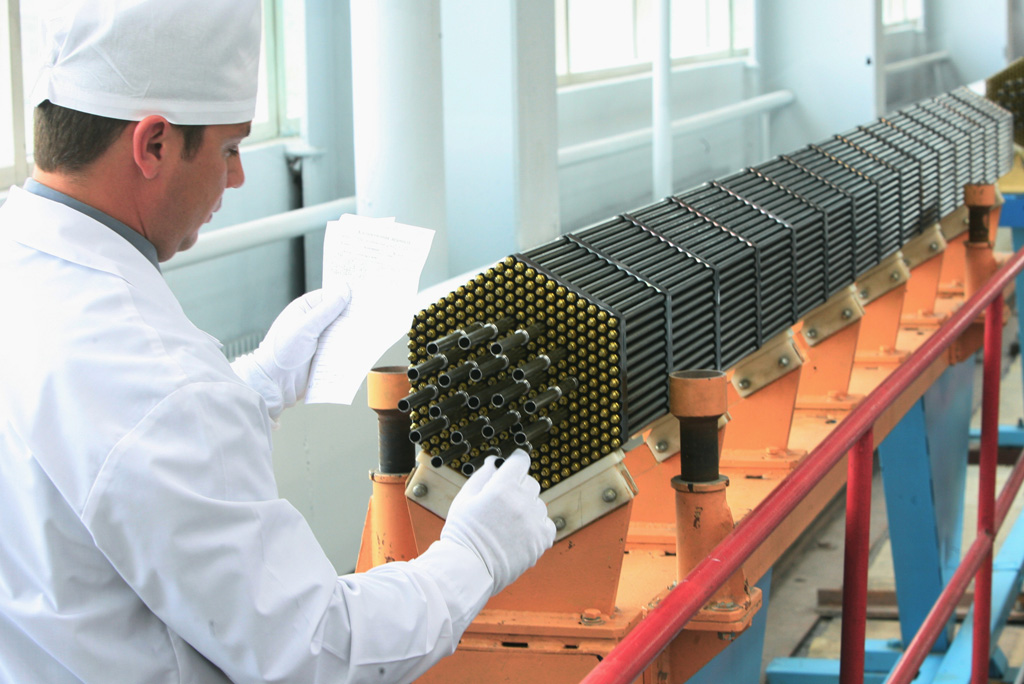
Elemento di un reattore nucleare VVER in cui è evidente la struttura a barre del combustibile

Durante il funzionamento del reattore gli atomi del "combustibile" vengono progressivamente scissi tramite il processo a catena di fissione nucleare: il materiale viene man mano trasformato in altri elementi e/o isotopi, rilasciando con ciò energia termica, la quale viene "asportata" dal reattore e utilizzata da opportuna macchina termica per azionare meccanicamente un'idonea turbina accoppiata ad alternatore, e produrre così energia elettrica.
Tipicamente la massa del combustibile nucleare presente nel reattore raggiunge la cosiddetta massa critica cioè la quantità necessaria affinché si inneschi una reazione a catena che si autosostenga in maniera stabile.
Il "combustibile" nucleare è solitamente disposto, all'interno del reattore, in barre. Questo sia per rendere più facile il loro trasporto, sia per poter alternare il combustibile alle barre di moderazione e controllo sia per rendere più agevole la loro estrazione a fine ciclo.
I "combustibili" più comunemente utilizzati sono miscele contenenti un alto contenuto di isotopi fissili. Tipicamente si utilizzano miscele ad alto contenuto di uranio 235 o di alcuni isotopi di plutonio. A seconda del tipo di reattore il combustibile può essere direttamente l'elemento fissile o piuttosto un suo ossido, può essere in forma di una lastra metallica o in forma di sferette - dette granuli - alternate ad altre sostanze che svolgono la funzione di moderatore.
Il materiale fissile deve essere collocato con una disposizione geometrica che massimizzi l'efficienza dell'effetto catena, tenuto conto della necessità di lasciare sufficiente  spazio per inserire il moderatore. Durante la fase di progettazione di un reattore nucleare bisogna anche lasciare spazio alle barre di controllo e a dispositivi diagnostici. Da un punto di vista puramente teorico la forma ideale sarebbe quella sferica. Tuttavia motivi di ordine pratico e costruttivo fanno propendere per soluzioni di altro tipo: solitamente si utilizza una forma cilindrica ottenuta dall'accostamento di un gran numero di barre.

## Combustibile esaurito

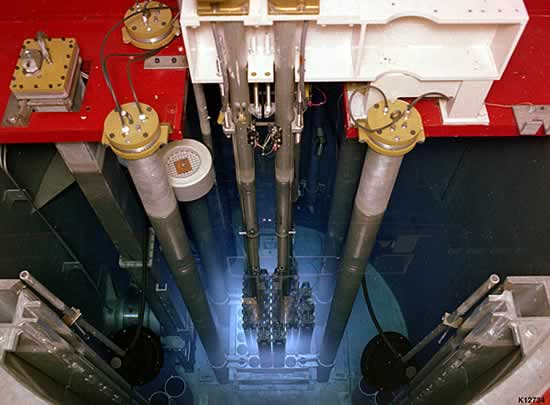
Reattore nucleare in funzione.

A differenza di quanto avviene per un combustibile tradizionale (come il carbone, il petrolio, il metano o la legna), in un reattore nucleare il consumo del combustibile è molto lento e una volta caricato dura generalmente, a seconda del tipo di reattore e del suo utilizzo, parecchi anni. D'altra parte le operazioni di ricarica sono notevolmente più complesse.
A differenza di quanto avviene con altri tipi di combustibili il prodotto della reazione (le cosiddette scorie) non vengono disperse, ma rimangono principalmente all'interno delle barre stesse o degli elementi immediatamente confinanti.
Con l'avanzare del tempo le barre diventano sempre più povere di materiale fissile, fino ad arrivare ad un punto in cui non è più efficiente sfruttarle e devono essere sostituite. A seconda delle geometrie del reattore può succedere che una parte del combustibile si esaurisca più velocemente di altre parti: tipicamente la parte centrale si esaurisce più in fretta di quella esterna. La configurazione a barre è utile in questo caso perché permette la sostituzione soltanto delle parti più esaurite.
Le barre esaurite, così come il materiale nelle immediate vicinanze, sono diventate altamente radioattive a causa della presenza dei prodotti di fissione generati dalle reazioni nonché di altro materiale che si può essere attivato durante il processo per cattura neutronica o in conseguenza di altri processi analoghi. Lo smaltimento delle barre esaurite è pertanto la parte più complessa dello smantellamento delle scorie del reattore.